# Synothele michaelseni
Synothele michaelseni är en spindelart som beskrevs av Simon 1908. Synothele michaelseni ingår i släktet Synothele och familjen Barychelidae.
Artens utbredningsområde är Western Australia. Inga underarter finns listade i Catalogue of Life.